# Irina Baženovová
Irina Baženovová (* 6. června 1978) je bývalá ruská sportovní šermířka, která se specializovala na šerm šavlí. Rusko reprezentovala v devadesátých letech a v prvním desetiletí jednadvacátého století. V roce 2002 třetí místo na mistrovství Evropy v soutěži jednotlivkyň. S ruským družstvem šavlistek vybojovala v roce 2001 a 2002 titul mistryň světa a v roce 2000 a 2002 titul mistryň Evropy.